# دینه ۱۷۴۷۲
سیارک ۱۷۴۷۲ (به انگلیسی: 17472 Dinah، نامگذاری:1991FY) هفده هزار و چهارصد و هفتاد و دومین سیارک کشف شده‌است که در ۱۷ مارس ۱۹۹۱ کشف شد.